# افسانه السید (انیمیشن)
افسانه السید (به زبان اسپانیایی: El Cid: La leyenda) یک انیمشن اسپانیایی است که در تاریخ ١٩ دسامبر ٢٠٠٣ منتشر شد.

## موضوع فیلم
زندگی رودریگو در کودکی همراه با شادی و خوشی بود.او در سن بسیار کم وارد مدرسه شد. وی معمولاً با دوست صمیمی اش سانچو به ماجراجویی می پرداخت و گاهی به دیدن معشوقه اش جیمنا می رفت و...